# Difosfano
Il difosfano è il composto inorganico di formula P2H4. Questo idruro del fosforo in condizioni normali è un liquido incolore. Il difosfano è l'impurezza che di solito rende infiammabili campioni di fosfano (PH3). Nella vecchia nomenclatura questo composto era chiamato difosfina.

## Storia
Il difosfano fu preparato per la prima volta da Paul Thénard nel 1844; la sua composizione fu stabilita con certezza solo nel 1936.

## Proprietà fisiche
Il difosfano è un liquido incolore spontaneamente infiammabile a contatto con l'aria. È termicamente instabile al di sopra di –30 °C, e la sua decomposizione è accelerata in presenza di luce. A causa dei problemi di decomposizione non è possibile determinarne direttamente la temperatura di ebollizione, che è stata stimata estrapolando i dati di pressione di vapore. Il difosfano è leggermente solubile in acqua, mentre è molto solubile in vari solventi organici tra i quali benzene, toluene, n-esano, cicloesano, etere dietilico, solfuro di carbonio, piridina, triclorometano e tetraclorometano. Misure cristallografiche su polveri sembrano indicare che P2H4 cristallizzi nel sistema monoclino, con costanti di reticolo a = 360 pm, b = 660 pm, c = 520 pm e β = 104°, con due unità di formula per cella elementare. In fase liquida e gassosa la molecola di P2H4 adotta di preferenza una conformazione gauche, con distanze P–P di 221,9 pm e P–H di 145 pm.

## Sintesi
Il modo migliore per preparare il difosfano è la reazione di idrolisi a freddo del monofosfuro di calcio CaP:
2CaP + 4H2O → P2H4 + 2Ca(OH)2
Seguendo una procedura ottimizzata, l'idrolisi di 400 g di CaP con 400 ml di acqua a 20 Torr fornisce circa 20 g di difosfano, leggermente contaminato da fosfano. Alternativamente si può far passare fosfano attraverso una scarica elettrica a 5-10 kV.

## Reattività
Il difosfano brucia spontaneamente con l'ossigeno dell'aria formando inizialmente pentossido di fosforo e acqua; il prodotto finale è acido fosforico. In presenza di acidi P2H4 dà una reazione di disproporzione e si formano PH3 e prodotti solidi più ricchi di fosforo con composizione varia. Con butillitio si ha pure disproporzione, con formazione di PH3 e prodotti polifosfurati come Li3P7.